# Fazendas de Almeirim
Fazendas de Almeirim es una freguesia portuguesa del municipio de Almeirim, con 58,13 km² de extensión y 6642 habitantes (2001). Densidad: 114,3 hab/km². Es la fregresia más poblada después de la sede municipal.
En otros tiempos conocida como Charneca, la villa de Fazendas de Almeirim comprende los lugares de Paço dos Negros, Marianos y otros asentamientos. Ocupa una de las mayores zonas del municipio y en ella está situado el punto más elevado del mismo, una sierra de 150 m que sirve de frontera entre la parte occidental y el interior.
El patrón de la fregresía es São José. La fiesta patronal se celebra en el mes de julio.
Fazendas de Almeirim tiene la categoría de vila (villa).

## Trasfondo histórico
Cuando se creó la fregresia de Fazendas de Almeirim se trató de una excepción en el municipio, ya que fue la única de las cuatro existentes que no fue constituida con el Código Administrativo de Manuel Passos. De esta forma, Fazendas de Almeirim nació "a los dos días del mes de mayo de mil novecientos y cincuenta y siete" por el decreto-ley n°40812 y por el intermedio del Presidente de la Cámara, Guilherme Andrade Godinho.

## Patrimonio
- Paço Real dos Negros, incluyendo una ´molino hidráulico y los terrenos colindantes. Fue mandado construir por el rey Manuel I de Portugal, aficionado a los campos ribatejanos y debido a sus magníficos cotos y la fertilidad de los márgenes de la ribera del río Muge, al principio recibió el nombre de Paço da Ribeira de Muge. Como el rey ordenó traer esclavos negros, que se convirtieron en una presencia habitual y permanente en el lugar, el palacio pasó a ser conocido como "Paço dos Negros". Con el tiempo el nombre se extendió a todo el lugar que rodea al palacio.